# Membracidoidea rubridorsa
Membracidoidea rubridorsa är en insektsart som beskrevs av Goding. Membracidoidea rubridorsa ingår i släktet Membracidoidea och familjen hornstritar. Inga underarter finns listade i Catalogue of Life.